# Pallacanestro ai Giochi della XXX Olimpiade
Il torneo di pallacanestro ai Giochi della XXX Olimpiade si è disputato a Londra dal 28 luglio al 12 agosto 2012. È stata la diciottesima edizione del Torneo olimpico, l'ottava disputata in Europa.
Le squadre partecipanti erano complessivamente 24: sia il torneo maschile sia quello femminile prevedono la partecipazione di 12 nazionali.

## Sedi delle partite
| Fase                                                                        | Città  | Impianto              | Foto |
| --------------------------------------------------------------------------- | ------ | --------------------- | ---- |
| Fase a gironi maschile e femminile Quarti di finale femminili               | Londra | Basketball Arena      |      |
| Quarti di finale, semifinali, finale maschile Semifinali e finale femminili | Londra | North Greenwich Arena |      |

## Squadre partecipanti

### Torneo maschile
Al torneo maschile prendono parte 12 squadre; la Gran Bretagna partecipa di diritto in quanto paese ospitante. Vi partecipano inoltre gli Stati Uniti, vincitori del Mondiale 2010.
I cinque tornei continentali assegnano complessivamente 7 posti: oltre ai vincitori dei tornei, sono ammesse anche le finaliste dell'Americas Championship 2011 e dell'EuroBasket 2011. I rimanenti 3 posti sono assegnati tramite il Torneo di Qualificazione Olimpica, disputato in Venezuela dal 2 all'8 luglio 2012.
Paese ospitante
- Gran Bretagna

Vincitrice dei Mondiali 2010
- Stati Uniti

Prime 2 agli Europei 2011
- Francia
- Spagna

Vincitrice dell'AfroBasket 2011
- Tunisia

Vincitrice dell'Asia Championship 2011
- Cina

Prime 2 all'Americas Championship 2011
- Argentina
- Brasile

Vincitrice dell'Oceania Championship 2011
- Australia

Ammesse tramite il Torneo di Qualificazione
- Russia
- Lituania
- Nigeria

### Torneo femminile
Al torneo femminile sono ammesse 12 squadre. La Gran Bretagna partecipa di diritto in quanto paese ospitante. Hanno conquistato l'accesso al torneo anche gli Stati Uniti (vincitrice dei Mondiali 2010) e le nazionali vincitrici dei rispettivi campionati continentali. Il Torneo di Qualificazione Olimpica ha messo in palio i 5 posti rimanenti.
Paese ospitante
- Gran Bretagna

Vincitrice dei Mondiali 2010
- Stati Uniti

Vincitrice dell'EuroBasket 2011
- Russia

Vincitrice dell'Asia Championship 2011
- Cina

Vincitrice dell'AfroBasket 2011
- Angola

Vincitrice dell'Americas Championship 2011
- Brasile

Vincitrice dell'Oceania Championship 2011
- Australia

Ammesse tramite il Torneo di Qualificazione
- Croazia
- Rep. Ceca
- Turchia
- Francia
- Canada

## Calendario
| Uomini |     | 1°T |     | 1°T |     | 1°T |     | 1°T |     | 1°T |    | QF |    | SF |        | Finali |
| Donne  | 1°T |     | 1°T |     | 1°T |     | 1°T |     | 1°T |     | QF |    | SF |    | Finali |        |

|  | Fase a gironi |  | Quarti di finale |  | Semifinali |  | Finali |

## Risultati in dettaglio

### Torneo maschile
|         | Pos. | Nazionale     | G | V | P | PF  | PS  | DP   |
| ------- | ---- | ------------- | - | - | - | --- | --- | ---- |
| Oro     | 1    | Stati Uniti   | 8 | 8 | 0 | 924 | 667 | +257 |
| Argento | 2    | Spagna        | 8 | 5 | 3 | 647 | 619 | +28  |
| Bronzo  | 3    | Russia        | 8 | 6 | 2 | 623 | 577 | +46  |
|         | 4    | Argentina     | 8 | 4 | 4 | 614 | 691 | -77  |
|         | 5    | Brasile       | 6 | 4 | 2 | 479 | 431 | +48  |
|         | 6    | Francia       | 6 | 4 | 2 | 435 | 444 | -9   |
|         | 7    | Australia     | 6 | 3 | 3 | 496 | 492 | +4   |
|         | 8    | Lituania      | 6 | 2 | 4 | 469 | 482 | -13  |
|         | 9    | Gran Bretagna | 5 | 1 | 4 | 380 | 405 | -25  |
|         | 10   | Nigeria       | 5 | 1 | 4 | 338 | 456 | -118 |
|         | 11   | Tunisia       | 5 | 0 | 5 | 320 | 411 | -91  |
|         | 12   | Cina          | 5 | 0 | 5 | 313 | 439 | -126 |

### Torneo femminile
|         | Pos. | Nazionale     | G | V | P | PF  | PS  | DP   |
| ------- | ---- | ------------- | - | - | - | --- | --- | ---- |
| Oro     | 1    | Stati Uniti   | 8 | 8 | 0 | 725 | 450 | +275 |
| Argento | 2    | Francia       | 8 | 7 | 1 | 558 | 537 | +21  |
| Bronzo  | 3    | Australia     | 8 | 6 | 2 | 545 | 528 | +17  |
|         | 4    | Russia        | 8 | 4 | 4 | 485 | 486 | -1   |
|         | 5    | Turchia       | 6 | 4 | 2 | 406 | 382 | +24  |
|         | 6    | Cina          | 6 | 3 | 3 | 406 | 438 | -32  |
|         | 7    | Rep. Ceca     | 6 | 2 | 4 | 414 | 403 | +11  |
|         | 8    | Canada        | 6 | 2 | 4 | 313 | 351 | -38  |
|         | 9    | Brasile       | 5 | 1 | 4 | 329 | 354 | -25  |
|         | 10   | Croazia       | 5 | 1 | 4 | 324 | 379 | -55  |
|         | 11   | Gran Bretagna | 5 | 0 | 5 | 327 | 372 | -45  |
|         | 12   | Angola        | 5 | 0 | 5 | 243 | 395 | -152 |

## Podi
| Evento           | Oro         | Argento | Bronzo    |
| Torneo maschile  | Stati Uniti | Spagna  | Russia    |
| Torneo femminile | Stati Uniti | Francia | Australia |

## Medagliere
| Posizione | Paese       |   |   |   | Totale |
| --------- | ----------- | - | - | - | ------ |
| 1         | Stati Uniti | 2 | 0 | 0 | 2      |
| 2         | Spagna      | 0 | 1 | 0 | 1      |
| 2         | Francia     | 0 | 1 | 0 | 1      |
| 4         | Russia      | 0 | 0 | 1 | 1      |
| 4         | Australia   | 0 | 0 | 1 | 1      |
| Totale    | Totale      | 2 | 2 | 2 | 6      |

## Arbitri
Gli arbitri selezionati dalla FIBA per il Torneo olimpico sono 30:
- Samir Abaakil
- Recep Ankaralı
- Juan Carlos Arteaga
- Michael Aylen
- Ilija Belošević
- Snehal Bendke
- Marcos Fornies Benito
- José Anibal Carrion
- Guerrino Cerebuch
- Elena Chernova

- Christos Christodoulou
- Carole Delauné
- Pablo Alberto Estévez
- Vitalis Odhiambo Gode
- Felicia Andrea Grinter
- Carl Jungebrand
- William Gene Kennedy
- Luigi Lamonica
- Oļegs Latiševs
- Robert Lottermoser

- Cristiano Jesus Maranho
- Vaughan Charles Mayberry
- Rabah Noujaim
- Ling Peng
- Saša Pukl
- Boris Ryžik
- Fernando Jorge Sampietro
- Stephen Seibel
- Shoko Suguro
- Jorge Vázquez